# Естонське телебачення
Телебачення в Естонії було запроваджено в 1955 році після рішення радянського уряду про створення телебачення станції в 1953 році. Канал National TV ETV з 1955 року підтримує архів, у якому зберігаються трансляції унікальних аспектів культури Естонії.

## Історія
Північна Естонія отримує телевізійні сигнали з Фінляндії. Протягом 1970-х і 1980-х років фінські трансляції були популярнішими за радянсько-естонські пропозиції аж до Співочої революції, багато естонців люблять «Даллас» та інші програми, що зображують некомуністичний спосіб життя.
Цифрове телебачення було офіційно запущено 15 грудня 2006 року, коли оператор Eesti Digitaaltelevisioni AS запустив свою платну послугу ZUUMtv, якою керує Starman, на двох мультиплексах. У 2006 році лише ETV було доступне безкоштовно, але станом на березень 2009 року вже є 7 безкоштовних каналів цифрового мовлення. Сигнал цифрового телебачення (DVB-T і DVB-H) транслює Levira. DVB-C надають кабельні оператори Starman, STV, Telset, телекомунікаційна компанія Elion (також пропонує IPTV). Аналогові передавачі було вимкнено в липні 2010 року.